# Муай тай
Таїландський бокс муей тай (англ. muaythai, тай. มวยไทย), також тайський бокс, або муай тай— це бойове мистецтво, що походить з Таїланду і практикується у багатьох частинах світу. В основі мистецтва лежить ударна техніка (удари руками і ногами). Муай тай походить від бойового мистецтва муай боран, а також має схожість з прадал сереєм (Камбоджа), летвеєм (М'янма), тамоєм (Малайзія) і лаоським боксом (Лаос). Муай тай має довгу історію в Таїланді, де є національним спортом.
Муай тай також називають «бокс восьмируких», тому що в ньому широко та різноманітно використовуються руки, гомілки, лікті та коліна (тобто вісім ударних поверхонь). Таким чином, боєць має для завдавання удару вісім «контактних точок», на відміну від двох у боксі (кулаки) або чотирьох у кікбоксингу (кулаки, ступні). Муай тай по праву вважають одним із найжорстокіших видів бойових мистецтв на планеті.

## Історія

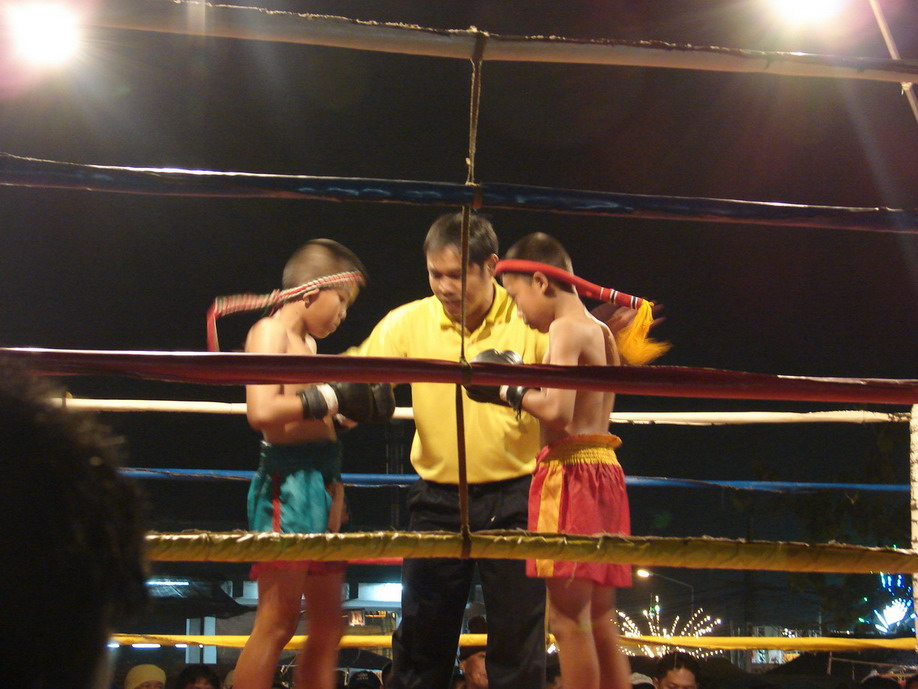
Рефері дає настановлення юним бійцям муай тай.

Різноманітні форми кікбоксингу довго практикувались по всій Південно-Східній Азії. Як і в більшості тамтешніх країн, тайська культура зазнала значного впливу стародавніх цивілізацій. Походження муай тай є не зовсім ясним. Одна теорія свідчить, що цей стиль зародився до еміграції тайців до Південно-Східної Азії з Китаю. Інша — що він був запозичений і вдосконалений з кхмерських бойових мистецтв коли тайська культура зазнала впливу кхмерської. Третя теорія підтримує і першу і другу. Муай тай еволюціонував з його попередника муай боран («стародавній бокс»), як мистецтво бою без зброї, що використовувалося сіамськими солдатами у поєднанні з крабі крабонг («мечі і палиці»), базованим на зброї стилем. Врешті-решт муай боран було поділено на
- муай корат (північний схід) — акцентована сила. Техніка на кшталт «удар буйвола». За допомогою такої техніки, згідно з усталеною думкою, можна перемогти буйвола одним ударом.
- муай лопбурі (центральний регіон) — акцент на рухи. Перевагою техніки є прямі удари і контрудари.
- муай чайя (південь) — акцент на стійці і захисті, а також ліктях і колінах.
- муай та сао (північ) — акцент на швидкості, частково на ударах ногами. Через свою швидкість ця техніка була названа «лінг лом».

Продовжуючи бути практичною бойовою технікою для використання в реальному бою, муай тай став спортивним змаганням, а також видовищною розвагою для глядачів. Змагання з муай тай поступово стало невіддільною частиною місцевих фестивалів і святкувань, особливо влаштованих біля храмів. Це мистецтво було також розвагою для королівської знаті. З часом, бійці стали обмотувати руки і передпліччя мотузками. Цей тип матчу називали «муай каад чуек».

### Королівський муай
Муай тай помалу став можливим значенням просування в соціальній драбині, бо дворянство все частіше звертало увагу на майстерних знавців цього бойового мистецтва і запрошувало обраних жити в королівський палац для тренування королівського персоналу, солдат, особистих охоронців та членів королівської родини. Цей «королівський муай» називали «муай луанг». Протягом періоду Аюттхаї, було започатковано взвод королівських охоронців, чиїм обов'язком було захистити короля і країну. Їх називали «гром нак муай» (полк бійців муай). Це королівське заступництво існувало в часу царювання Рами V і Рами VII.

### Відродження муай тай
Сходження на трон короля Чулалонкорна (Рама 5) в 1868 році оголосило золотий вік не лише для муай тай, але й для Таїланду в цілому. Муай тай сильно прогресував під час правління Рами V, так як король прямо цікавився ним. Тоді був мирний час і муай тай розвивався як фізична культура, система самозахисту і спосіб відпочинку. Майстри мистецтва, такі як колишні бійці чи солдати, стали вчити муай таю охочих в тренувальних таборах, де учням надавали їжу і притулок. Учні були як одна сім'я, і для них звичним стало приймати назву табору як своє прізвище.
Після випадку смерті на рингу, король Рама VII наказав встановити правила муай тай, і їх встановили. Вони включали в себе обов'язкове використання рукавичок і бавовняних обмоток на стопу і щиколотку. В цей же час (близько 1920 року) термін «муай-тай» став широковживаним, стару ж форму стилю стали називати муай боран.

### Легендарні герої

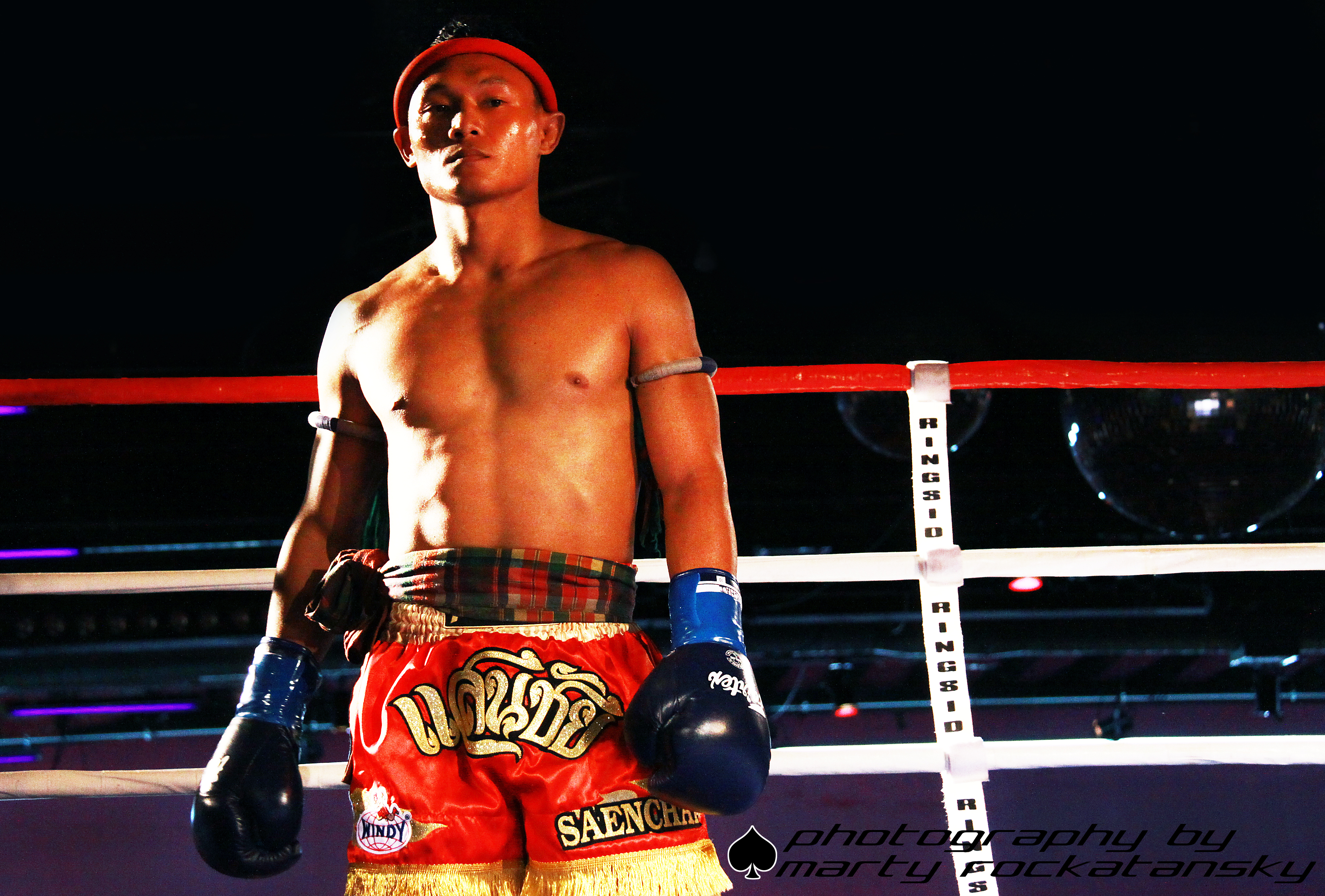
Супхачай Саенпонг, багаторазовий чемпіон світу з муай тай.

В час падіння стародавньої столиці Сіаму Аюттхаї, в 1763 році нападаючі солдати Бірми оточили групу тайських жителів і взяли їх у полон. Серед них було багато тайських боксерів, яких забрали в Бірму, в місто Унгва. В 1774 році в бірманському місті Рангун король Бірми Хсінбюшін (відомий в Таїланді як «Король Мангра»), вирішив організувати фестиваль на сім днів і ночей в честь Будди. Святкування включали в себе багато форм розваг, таких як карнавал, театралізовані дійства і бої на мечах. Королю також захотілось порівняти муай боран з бірманським бойовим мистецтвом летвей. Для поєдинку з бірманським чемпіоном був обраний Най Ханом Том. Боксерський ринг поставили перед троном короля і Най Ханом Том провів перед боєм традиційну церемонію «рам муай» для вираження поваги королю і глядачам, танцюючи навколо свого опонента, чим здивував і приголомшив їх всіх. Коли почався бій, він атакував, використовуючи удари кулаками, ногами, ліктями і колінами, доти, доки його опонент не впав. Рефері зазначив, що бірманський боєць був занадто заплутаний церемонією, і тому нокаут не зарахується. Король тоді запропонував тайцеві битися з дев'ятьма іншими бійцями, щоб довести своє вміння. Най Ханом Том згодився і побив їх усіх, одного за одним без відпочинку між боями. Його останнім опонентом був відомий учитель боксу з міста Я Кай. Після того, як Най Ханом здолав і його, більш ніхто не посмів кинути йому виклик. Вражений король Мангра виголосив:
«Кожна частина тайця освячена отрутою. Навіть з пустими руками він зміг звалити дев'ять чи десять суперників. Але його повелитель був невмілим, тому і програв країну ворогові. Як би він був хоч трохи здібним, то у міста Аюттхаї не було б шансу впасти». Король нагородив бійця свободою, і, запропонував йому обрати додаткову нагороду: гроші або дві чарівні бірманські дівчини. Най Ханом Том вибрав дівчат, і сказав, що гроші знайти легше. Потім він вирушив зі своїми нареченими в Сіам. Подвиг Най Ханом Тома святкується кожен рік 17 березня як «День боксера» чи «Національний день муай тай».
В наш час, дехто помилково приписує легенду про «Най Ханом Тома» королю Наресуану, який також колись потрапив в полон бірманцям. Проте Най Ханом Том і король Наресуан жили з різні часи, їх розділяло два сторіччя.

## Ударна технікамуай тай
Для завдання ударів, як для захисту, так і для нападу, в тайському боксі використовують клінч. У своїй оригінальній формі муай тай використовувались дев'ять ударних поверхонь людського тіла — голова, кулаки, лікті, коліна і ноги; така форма боксу відома як на-ва арвуд. Згодом, в сучасному муай таї (як в любительському, так і в професійному) удари головою були заборонені.
Муай тай часто є бійцівським стилем виснаження, коли суперники обмінюються ударами один з одним. Це характерно для Таїланду з його прихильниками традицій, і досі є популярною формою поєдинку в сучасних спортивних боях. З успіхом муай тай в змішаних бойових мистецтвах, стиль став де-факто стилем для починаючих свою кар'єру в MMA. Як наслідок, стиль розвинувся і включив техніку значно потужніших ударів руками з західного боксу і тайський стиль обміну «удар за удар» більше не підходить. Коли бійці муай тай змагаються з бійцями інших стилів (і якщо правила це дозволяють), вони майже завжди роблять акцент на техніках завдання ударів ліктями («сок») та колінами («као») для досягнення переваги в бою. Всі техніки муай тай формально поділяються на дві групи: «мае май», або першочергові, і «лук май», або другорядні. Майже всі техніки в муай тай використовують рух усього тіла, поворот стегна при кожному ударі ногою, удар кулаком і блок. Обертання стегон в муай тай та інтенсивне зосередження на «серединних м'язах» (таких як м'язи живота і навколишні) є тою характерною ознакою, що ставить муай тай окремо від інших стилів бойових єдиноборств.

### Удари руками(чок)
Техніка ударів руками у тайському боксі вважається допоміжною, оскільки руки анатомічно мають менший потенціал ураження, ніж ноги. В новітні часи ударна техніка рук муай-таю зазнала значного впливу класичного боксу та кікбоксингу: окрім притаманних тайському стилю прямих ударів руками, з'явились амплітудні флангові та обертові удари, удари навідліг: хуки, свінги, аперкоти, бекфісти, хамерфісти тощо. 
| Назва удару              | Тайською мовою     | Транслітерація |
| ------------------------ | ------------------ | -------------- |
| Джеб                     | หมัดตรง             | Мад трон       |
| Хук                      | หมัดเหวี่ยงสั้น         | Мад віан сан   |
| Свінг                    | หมัดเหวี่ยงยาว        | Мад віан яо    |
| Удар кулаком з розвороту | หมัดเหวี่ยงกลับ        | Мад віан глаб  |
| Аперкот                  | หมัดเสย (หมัดสอยดาว) | Мад суй        |

### Удари ліктями(ті сок)
Лікоть може бути використаний багатьма способами удару: горизонтальним, діагонально-висхідним, діагонально-низхідним, висхідним (аперкотом), низхідним (спадним), з розвороту і в стрибку. Удар ліктем використовується як фінішний рух і як спосіб розсічення шкіри обличчя, для того, щоб кров стала зоровою завадою для суперника. Кровотеча також збільшує обережність опонента, що може вплинути на його тактику. Це найзагальніший спосіб використання ліктя. Діагональні удари ліктем швидші, але не такі сильні. Аперкоти і «літаючі» лікті (удари, виконані в стрибку) є найпотужнішими, але вони помітніші, а значить легші для блокування і уникнення. Удар ліктем вниз зазвичай використовується як кінцевий рух.
| Назва удару                          | Тайською мовою | Транслітерація |
| ------------------------------------ | -------------- | -------------- |
| Діагональний удар ліктем             | ศอกตี           | Сок ті         |
| Горизонтальний удар ліктем           | ศอกตัด          | Сок туд        |
| Аперкот ліктем                       | ศอกงัด          | Сок нгуд       |
| Поштовх ліктем уперед                | ศอกพุ่ง          | Сок пун        |
| Зворотний горизонтальний удар ліктем | ศอกเหวี่ยงกลับ    | Сок віан клаб  |
| Удар ліктем з розвороту              | ศอกกลับ         | Сок клаб       |
| Рубаючий удар ліктем зверху          | ศอกสับ          | Сок саб        |
| Рубаючий удар двома ліктями зверху   | ศอกกลับคู่        | Сок клаб мару  |
| Удар ліктем в стрибку                | กระโดดศอก      | Кра доуд сок   |

Є виразна різниця між одиночним ударом ліктем і повторним ударом. Одиночний — це рух ліктя незалежно з будь-якого іншого руху, в той час повторний лікоть — це другий удар з тої ж руки, зразу ж після попереднього удару, тобто коротка серія ударів. Такі удари, і багато інших ударів, використовуються, коли відстань між бійцями стає замалою і бракує простору для сильнішого замаху. Лікті також можуть бути використані як блоки або захист проти ударів коліньми, ударів ногою в корпус або ударів кулаками.

### Удари ногами(тех)
| Назва удару                 | Тайською мовою | Транслітерація |
| --------------------------- | -------------- | -------------- |
| Прямий удар ногою           | เตะตรง         | Тех трон       |
| Верхній круговий удар ногою | เตะตัด          | Тех туд        |
| Діагональний удар ногою     | เตะเฉียง        | Тех чіан       |
| Удар ногою з розвороту      | เตะกลับหลัง      | Тех клаб лан   |
| Удар ногою в стрибку        | กระโดดเตะ      | Гра доуд тех   |
| Нижній круговий удар ногою  | เตะกด          | Тех код        |
| Удар п'ятою зверху          | เตะเข่า         | Тех кхао       |

Двома найбільш вживаними в тайському боксі ударами ногою є поштовх ногою і діагональний удар по ребрах під руку. Удар ногою з арсеналу муай тай широко використовується бійцями з інших бойових мистецтв і розглядається як один з найпотужніших ударів в бойових мистецтвах.
Поштовх ногою, або удар поштовхом, або «тіп» (дослівно «джеб ногою») є одним з найзагальніших технік в муай тай. Поштовхи ногами відрізняються від інших технік муай тай за метою використання. Поштовх ногою найчастіше використовується як захисна техніка для контролю дистанції. Поштовх повинен бути проведений швидко, але з достатньою для втрати опонентом рівноваги силою. Розрізняють прямий, боковий, зворотний, дотичний поштовх і поштовх у стрибку.
Діагональний удар на перший погляд подібний до кругового удару. Діагональний удар бере свою потужність повністю з обертального руху тіла. Багато бійців муай тай використовують інерцію рук, обертаючи їх у бік, протилежний до удару, для підсилення удару.
Муай тай також включає інші варіанти ударів ногою, такі як рубаючий удар, боковий удар чи удар з розвороту. Ці удари використовуються не всіма бійцями. Техніки виконання таких ударів відрізняються від подібних техніки в інших ударних єдиноборствах.

### Удари коліньми(ті као)
| Назва удару                 | Тайською мовою | Транслітерація |
| --------------------------- | -------------- | -------------- |
| Прямий удар коліном         | เข่าตรง         | Као трон       |
| Діагональний удар коліном   | เข่าเฉียง        | Као чіан       |
| Круговий удар коліном       | เข่าโค้ง         | Као кон        |
| Горизонтальний удар коліном | เข่าตัด          | Као туд        |
| Хлопок коліном              | เข่าตบ          | Као тоб        |
| Коліно-бомба                | เข่ายาว         | Као юун        |
| Удар коліном з підступом    | เข่าเหยียบ       | Као їеп        |
| Удар коліном у стрибку      | เข่าลอย         | Као лой        |

Коліна, як і лікті, найбільш часто застосовуються в клінчі.

### Клінч
У західному боксі бійців розділяють, коли вони знаходяться в клінчі. В муай тай — ні. Саме в клінчі використовуються коліна і лікті — основна зброя в тайському боксі. В залежності від способу застосування, клінч може бути фронтальним, боковим, високим, низьким, наступальним чи захисним. Контроль голови опонента у клінчі здійснюється передпліччями рук. Правильний клінч передбачає тиснення передпліччями на ключицю суперника, поки руки в нього за головою, а не за шиєю. Основний спосіб вирватися з клінчу — натиснути від себе голову супротивника або вдарити його ліктем, оскільки клінч передбачає малу відстань між бійцями і не дозволяє завдавати удари з великою амплітудою.

### Методи захисту від атак
- Блокування — захисник ставить блоки на шляху удару для того, щоб удар не досяг цілі (наприклад, блок лоу-кіка гомілкою).
- Перенаправлення — захисник парирує удари для зміни напрямку удару (наприклад, низхідний удар по джебу), що заважає досягненню ударом цілі.
- Уникнення — рух частини тіла з лінії атаки, але при цьому залишаючись на дистанції контратаки (наприклад, атакований рухає передню ногу назад, уникаючи лоу-кіка атакувального, і контратакує діагональним ударом; або атакований ухиляється головою назад від хай-кіка атакувального і зразу ж контратакує боковим ударом передньою ногою).
- Дистанціювання — рух тіла з дистанції атаки так, щоб атакованому було необхідно знову підійти ближче для виконання контратаки (наприклад, атакований відскакує назад від ударів ногами).
- Випередження — атакований перериває атаку застосуванням випереджаючих технік на кшталт джебу, поштовху або внутрішнього лоу-кіка під час скорочення дистанції атакувальним.
- Передбачення — атакований ловить удар або протидіє йому до досягнення ударом цілі (наприклад, атакований робить лоу-кік по опорній нозі атакувального до того, як атакувальний виконає хай-кік).

### Загальна характеристика ударів ногами і руками
Використовується концепція «стіни захисту», в якій плечі, руки і ноги використовується для завади атакувальному успішно проводити удари. Блокування є критичним елементом муай тай і є обов'язковим для оволодіння. Лоу-кік і мідл-кік зазвичай блокуються верхньою частиною піднятої гомілки. Чутлива у новачків, гомілка є найсильнішою частиною ноги досвідченого бійця муай тай. Стопа ж має багато маленьких кісточок, і є набагато слабшою і такою, що легко травмується. Мідл-кіки також можна ловити, що дозволяє підсікти чи контратакувати, завдавши удару по опорній нозі. Хай-кіки блокуються передпліччям чи рукавичкою, ліктем чи гомілкою. Удари кулаками блокуються звичайним боксерським захистом і технікою подібною, якщо не ідентичною, до боксерської техніки. Загальноприйнятий спосіб блокування удару рукою — використання руки з боку удару. Наприклад, якщо атакувальний робить джеб лівою, атакований збиває джеб вниз правою. Відбиття завжди настільки мале і точне, наскільки це можливо, щоб якнайшвидше повернути відбиваючу руку на місце і уникнути непотрібного витрачання енергії. Хуки найчастіше блокуються рухом, подібним до розчісування волосся, тобто підняттям ліктя на рівень підборіддя вперед і ефективним захистом голови передпліччям, напруженим біцепсом і плечем. Більш просунуті блоки є зазвичай контратаками і служать для того, аби завдати шкоди опоненту і попередити ще одну атаку.

## Підготовка

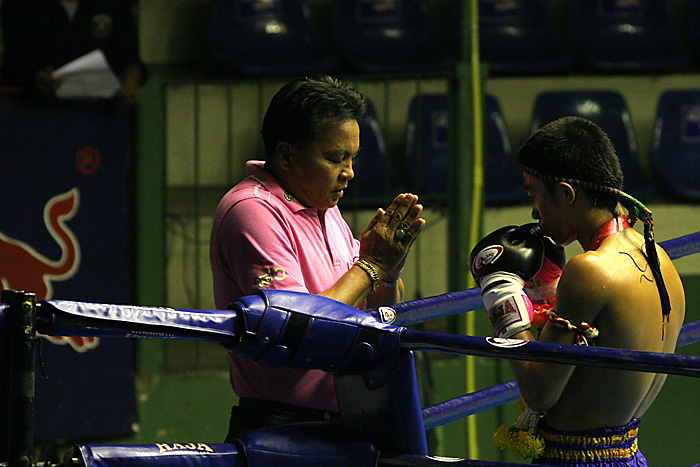
Молитва перед боєм.

Як і більшість змагальних повноконтактних єдиноборств, муай тай сильно акцентує увагу на підготовці тіла. Це мистецтво спеціально розроблене для підвищення рівня фізичного стану і витривалості, що необхідні для змагань. Тренувальні режими включають багато елементів підготовки єдиноборств, таких як:
- біг
- бій з тінню
- стрибки зі скакалкою,
- вправи з власною вагою,
- вправи з медболом (медичний м'яч)
- вправи для м'язів пресу живота
- тренування з вагою (в деяких випадках).

Частина тренування, спеціальна в муай тай, включає тренування з лапами, важким мішком і спаринг. Денне тренування включає декілька раундів бою (3-5 хвилинні періоди з короткими перервами, часто 1-2 хвилини). Робота з тай-педами (лапами) є наріжним каменем підготовки муай тай, що включає практику завдання ударів руками, ногами, ліктями і колінами з тренером, що одягнутий в спеціальні тай-педи, що закривають руки і передпліччя. Тай-педи використовується для адсорбування енергії ударів бійця і дозволяють йому реагувати на атаки тримача лап. Тренер також часто використовує протектор живота, щоб боєць міг атакувати ногами або колінами в будь-який момент раунду.
Маленькі лапи застосовуються для тренування сили рук бійця, комбінацій ударів руками, швидкості, сили удару і проти ударів і можуть також бути використані для практики завдання ударів ліктями. Робота на важкому мішку є підготовчою і силовою вправою, що посилює техніки, практиковані на лапах. Спаринг потрібен для випробування техніки, навичок, відчуття дистанції, стратегії і швидкості. Спаринг часто має легкий або неповний контакт, бо турнірним бійцям небажано піддаватися ризикові отримання травми під час повноконтактного поєдинку. Спеціальні тактики і стратегії можуть бути розвинуті спарингом. Відповідно до суворого режиму тренувань і боїв (деякі тайські боксери б'ються майже кожен тиждень) професійні бійці муай тай мають відносно коротку кар'єру на ринзі. Багато переходять на тренерську роботу. Більшість професійних тайських боксерів виступають за гроші лише з економічних міркувань, заробляючи боями. Дуже мало забезпечених тайців обирають змагання з муай тай своєю професією.

## Правила змагань
Муей тай практикується в багатьох країнах світу. Існують різні правила, залежно від країни проведення бою. Змагання з муей тай та правила цих змагань — це сфера діяльності професійних і любительських організацій та спортивних федерацій. 
Поєдинки з муей тай проводяться на рингу розміром від 6,1 м х 6,1 м до 7,3 м х 7,3 м. Перед кожним поєдинком з таїландського боксу кожен боксер зобов’язаний віддати шану відповідно до спадщини муей-тай. Це ритуальний танець, який супроводжується музикою, яку грають на яванському барабані, яванському гобої та невеликій парі цимбалів. Обидва бійці повинні потиснути один одному руки перед початком бою, погодившись, що вони змагатимуться відповідно до правил і у спортивній манері.
Поєдинки таїландського боксу складаються з 5 раундів по 3 хвилини кожен з двохвилинною перервою між кожним у професійних поєдинках, в аматорських 3 раунди по 3 хвилини, з перервою 1 хв між раундами. Після початку бою обидва бійці намагаються виграти матч, використовуючи свої кулаки, лікті, коліна та гомілки, щоб перемогти суперника.
Бій вважається виграним, коли один боєць нокаутує свого суперника, рефері зупиняє бій, оскільки він вважає одного бійця непридатним для продовження, або переможець оголошується за очками. Бали не нараховуються, якщо удар заблоковано суперником. Для зарахування балів удари повинні наноситися точно на тіло суперника. Домінування на рингу є надзвичайно важливим у поєдинку з таїландського боксу, і нанесення значних ударів є невід’ємною частиною цього.
У боях таїландського боксу зазвичай беруть участь три судді, відповідальні за підрахунок балів і вибір переможця. Вони уважно спостерігатимуть за боєм і нагородять переможця на основі значних ударів, шкоди, завданої супернику цими ударами, контролю над рингом і домінування над суперником. Усе це малює ширшу картину поєдинку, дозволяючи суддям зарахувати бали та визначити переможця в кінці.

## Використання в інших бойових мистецтвах
Тайський бокс, разом з такими видами спорту, як сават, карате і тхеквондо значно вплинули на розвиток кікбоксингу в Європі і Північній Америці. На сучасному етапі більшість змагань з кікбоксингу, на відміну від муай тай, не дозволяють ударів ліктями або колінами в клінчі для уникнення розсічень. Класичний кікбоксинг не дозволяє ударів ногами нижче талії (лоу-кік).

### Змішані бойові мистецтва
З дев'яностих років XX століття в усьому світі почав зростати рівень популярності муай тай як ефективна складова боїв змішаного стилю (англ. MMA). Майстри боїв змішаного стилю, такі як Маурісіу Руа, Вандерлей Сілва і Андерсон Сілва скомбінували багато ударних елементів муай тай з технікою боротьби в гібридний синтетичний стиль, що є високо ефективним в MMA. Іншими бійцями, що використовували тайський бокс як первинний стиль в боях змішаного стилю, є Джина Карано, Дуейн Людвіг, Тіагу Алвес, Чейк Конго, Мелвін Менхуф і Гілберт Айвел. Бійцями і професійними реслерами, хто тренувався і зазнавав впливу муай тай, також є Сатору Саяма і Йосіакі Фудзівара.

### Видатні тайбоксери України
- Артур Кишенко
- Овчинникова Олена Сергіївна
- Назар Кішак
- Михайло Івасюк
- Олег Камінський
- Олег Приймачов
- Пилипчак Людмила
- Ігор Любченко
- Михайленко Євгеній Вікторович
- Михайленко (Кулініч) Анасія
- Микитась Владислав
- Скуріхін Єгор
- Єфіменко Олександр
- Трішин Констянтин
- Яковлева Діана